# Abbaye de Waegwan
L’abbaye de Waegwan est une abbaye bénédictine située en Corée du Sud. C’est la communauté monastique catholique la plus importante d'Extrême-Orient et l’une des communautés bénédictines les plus grandes du monde. Elle fait partie de la congrégation des bénédictins missionnaires de sainte Odile, fondée en Allemagne et se trouve dans le district de Chilgok, Gyeongbuk.
La communauté comptait 144 moines en 2007. L’abbaye a été fondée d’abord comme prieuré en 1952 en remplacement de l'abbaye de Tokwon située dans le nord de la Corée et qui avait été fermée par les communistes. Elle a pris son autonomie en 1956. Elle dirige une école secondaire de 2 000 élèves et une faculté de théologie.
Les moines, dont la moyenne d’âge est jeune[précision nécessaire], s’occupent d’édition et d’artisanat monastique et ont la charge de six paroisses. Ils reçoivent aussi pour des retraites spirituelles.
L’abbaye de Waegwan, fleuron de la congrégation, a ouvert six autres maisons.
Un des bâtiments a été fortement endommagé par un incendie le 20 avril 2007.